# Ghanas regioner

Ghanas regioner.

Ghana är sedan 2018 indelat i 16 regioner. Efter en folkomröstning i de berörda regionerna 2018 inrättades sex nya regioner. Dessa är: Ahafo, Ashanti, Bono, Bono East, Central, Eastern, Greater Accra, North East, Northern, Oti, Savannah, Upper East, Upper West, Volta, Western, och Western North. Regionerna är i sin tur uppdelade i distrikt.
Fram till 2018 var landet indelat i 10 regioner som i sin tur var indelade i sammanlagt 138 distrikt. Dessa var:
| Region            | Huvudstad        | Yta (km²) | Invånare (2000) | Karta           |
| ----------------- | ---------------- | --------- | --------------- | --------------- |
| Ashanti           | Kumasi           | 24 390    | 3 612 950       | Ghanas regioner |
| Brong-Ahafo       | Sunyani          | 39 557    | 1 815 408       | Ghanas regioner |
| Centralregionen   | Cape Coast       | 9 826     | 1 593 823       | Ghanas regioner |
| Östregionen       | Koforidua        | 19 977    | 2 106 696       | Ghanas regioner |
| Storaccra         | Accra            | 2 593     | 2 905 726       | Ghanas regioner |
| Nordregionen      | Tamale           | 70 388    | 1 820 806       | Ghanas regioner |
| Övre östregionen  | Bolgatanga       | 8 842     | 920 089         | Ghanas regioner |
| Övre västregionen | Wa               | 18 477    | 576 583         | Ghanas regioner |
| Volta             | Ho               | 20 572    | 1 635 421       | Ghanas regioner |
| Västregionen      | Sekondi-Takoradi | 23 921    | 1 924 577       | Ghanas regioner |